# Ormosia bahiensis
Ormosia bahiensis là một loài thực vật có hoa trong họ Đậu. Loài này được Monach. miêu tả khoa học đầu tiên.